# Обсерватория Ка-Дар
Обсерватория Ка-Дар — частная астрономическая обсерватория открытого доступа для любителей астрономии и интересующихся наблюдениями звёздного неба, учреждённая научным центром «Ка-Дар» в 2004 году. Расположена в посёлке Кузьминское вблизи Барыбино, Московская область. Основная цель — популяризация астрономии и современных технических средств наблюдения, съёмки и обработки, а также наукоёмких исследований любителями астрономии. Проводятся ночные экскурсии. На территории обсерватории имеется метеостанция. В честь обсерватории назван астероид (16711) Ка-Дар.

## Техническая комплектация

### Телескопы
- Meade 14" (D = 350 мм, F = 3500 мм)[6][7]
- Meade 8" (D=200 мм, F=2000 мм)[6][7]
- Vixen (англ.) 103 мм APO (D = 103 мм, F = 795 мм)
- ED80 (D = 80 мм, F = 600 мм)
- Астросиб RC500 (D = 500 мм, F = 4000 мм) — ввод в строй был намечен на 2011 год

### DSLR, ПЗС-камеры и другие приёмники
- Canon EOS 350D
- SBIG STL-11000M
- FLI Proline 16803 (4096×4096, 9 micron)

## История и достижения
Обсерватория была открыта 8 июня 2004 года в день прохождения Венеры по диску Солнца в Подмосковном посёлке Кузьминское (станция Барыбино, Домодедовский район). 23 сентября 2005 года Центром Малых Планет (Гарвард, США) обсерватории был присвоен код «B05», и она была занесена в список обсерваторий, которые могут проводить точные астрометрические наблюдения малых тел Солнечной системы.
Весной 2006 года была организована экспедиция для наблюдения полного солнечного затмения 29 марта. Три группы успешно справились с заданием, результатом чего стало участие в работе над одним из лучших изображений солнечной короны, полученных за историю любительской астрономии. Осенью того же года обсерватория участвовала в совместной работе с ПулКОН в Национальной Боливийской Обсерватории (г. Тариха).
1 августа 2008 года две экспедиции Ка-Дара успешно провели съёмку полного солнечного затмения под Новосибирском и в республике Алтай (в 60 км южнее с. Чемал). На базе астрономической обсерватории была установлена метеостанция, являющаяся первой в России любительской метеостанцией с профессиональным оборудованием, передающая в прямом эфире метеосводки.
Осенью 2010 года заработала дистанционная обсерватория научного центра «Ка-Дар» Астрономическая станция ТАУ на Северном Кавказе рядом с САО РАН. Основным инструментом обсерватории стал 40-сантиметровый Ричи-Кретьен с ПЗС-камерой STL-11000M. В это же время проводятся отладочные работы 50-сантиметрового дистанционного телескопа, установленного в обсерватории Ка-Дар (Подмосковье).

## Направления исследований
- Астероиды
- Кометы
- Переменные звёзды
- Сверхновые звёзды
- Новые звёзды
- Спутники больших планет

## Участие в мероприятиях
3 года подряд «Ка-Дар» был официальным спонсором «Астрофеста» — самого крупного астрономического мероприятия на территории бывшего Советского Союза. Кроме того, он был соорганизатором Научно-Практической конференции, проходившей в рамках Астрофеста.

## Печатная продукция
- Сборник трудов и докладов секции «Научные задачи для малых инструментов».
- В течение 2 лет (2006—2007) обсерватория выпускала журнал «Ка-Дар ИНФО».
- Астрономический календарь на 2007 и 2008 годы.
- Астрономический Еженедельник — 2007 и 2008.

## Структура и организация
Обсерватория состоит из двух структур: сотрудники и активисты. По состоянию на август 2008 года в обсерватории было 6 сотрудников и около 15 активистов. Директор обсерватории — Александр Степура.

## Статьи про обсерваторию Ка-Дар
- METEOWEB.ru, «Метеорологическая станция „Ка-Дар“ — первая любительская метеостанция профессионального уровня»
- В мире науки, «Открылась бездна, Звёзд полна…» (недоступная ссылка)

## Научные публикации и открытия сотрудников обсерватории Ка-Дар
- Period Changes in the Algol-type Eclipsing Binary System TYC 1744 2329 1
- Observations and analysis of two type IIP supernovae: the intrinsically faint object SN 2005cs and the ambiguous object SN 2005ay
- GSC 4232-02515 — a New Eclipsing Binary Star
- A New High Amplitude Delta Scuti Star on the Scanned Moscow Archive Plates
- X-ray transient in NGC 2770: optical observations with Astrotel-Caucasus
- GSC 4232-02059 — a New Beta Lyrae System
- Comet C/2008 J2 (Beshore)
- Astrometric observations of the second, third, and fourth satellites of Uranus
- И ещё 12 публикаций наблюдений комет и 9 публикаций наблюдений астероидов
- Открытие 17 астероидов в январе 2008 года в САО
- Открытие 17 астероидов в октябре 2007 года на Майданаке
- Открытие переменной USNO-A2.0 1350-16249624
- Исследование переменной USNO-A2.0 1350-16249624